# Ophiocolea vokoaninensis
Ophiocolea vokoaninensis là một loài thực vật có hoa trong họ Chùm ớt. Loài này được Zjhra mô tả khoa học đầu tiên năm 2006.